# 亞布盧尼夫卡 (姆利尼夫區)
50°21′24″N 25°26′2″E / 50.35667°N 25.43389°E
亞布盧尼夫卡（烏克蘭語：Яблунівка），是烏克蘭西北部的村莊，隸屬里夫內州的杜布諾區。該村始建於1571年，面積18.4平方公里，海拔高度244米，2001年人口297，人口密度每平方公里16.1人。